# François Régis Alziari de Malaussène
Pour les articles homonymes, voir Malausséna.
François Régis Antoine Marie Alziary, comte de Malaussena, né le 21 décembre 1837 à Nice (alors province de Nice du royaume de Sardaigne) et mort en août 1905 à Nice (Alpes-Maritimes, France), est maire de Nice de 1886 à 1896 sous la Troisième République.

## Biographie
Il est le fils de Clément Alziary, comte di Malaussena,, capitaine dans l'armée piémontaise, et de Fortunée Roux Tondutti de Peillon.
D'abord capitaine de brigade dans l'armée piémontaise, il entre ensuite dans l'administration française en mai 1861. Il est successivement : conseiller de préfecture de l'Ardèche (mai 1861), employé au ministère de l'Intérieur (septembre 1863), sous-préfet du Blanc (département de l'Indre, décembre 1863), conseiller de préfecture des Alpes-Maritimes (octobre 1869), vice-président du Conseil de préfecture des Alpes-Maritimes (de 1878 à 1881). Il démissionne en juillet 1881 et vit de ses rentes à partir d'octobre 1881.
Républicain conservateur (centre droit), il est élu conseiller municipal de Nice en avril 1886 et est réélu en mai 1886. Il est ensuite élu maire de Nice le 10 novembre 1886 en remplacement de Jules Gilly, démissionnaire. Réélu en mai 1888 et en mai 1892, il est battu par Honoré Sauvan en 1896.
Il avait été fait chevalier de la Légion d'honneur en 1887.
Il ne doit pas être confondu avec François Octave Alziary de Malausséna, maire de Gorbio et conseiller général de Saint-Étienne-de-Tinée de 1877 à 1883, ni avec son cousin François Alziary, fils de Clément Alziary et maire de Roquesteron-Puget de 1892 à 1919. À cette famille appartient également le général Renaud Alziari de Malaussène.